# Стшеґово (Західнопоморське воєводство)
Стшеґово (пол. Strzegowo) — село в Польщі, у гміні Волін Каменського повіту Західнопоморського воєводства.
Населення — 32 особи (2011).
У 1975-1998 роках село належало до Щецинського воєводства.

## Демографія
Демографічна структура станом на 31 березня 2011 року:
|          | Загалом | Допрацездатний вік | Працездатний вік | Постпрацездатний вік |
| -------- | ------- | ------------------ | ---------------- | -------------------- |
| Чоловіки | 20      | 4                  | 15               | 1                    |
| Жінки    | 12      | 1                  | 10               | 1                    |
| Разом    | 32      | 5                  | 25               | 2                    |